# Города Филиппин

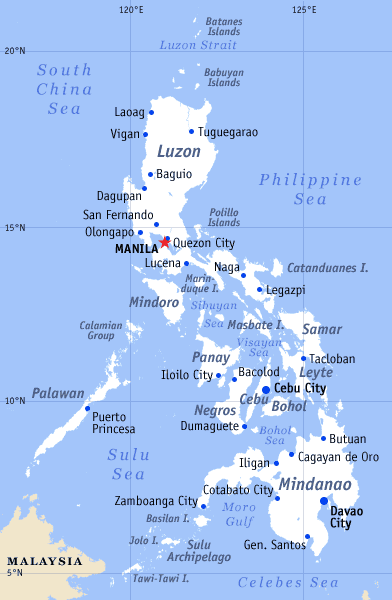
Карта Филиппин

По состоянию на 22 декабря 2009 года на Филиппинах статус города (таг. lungsod) имели 138 населённых пунктов. Тридцать восемь городов являются независимыми, то есть административно не подчиняются провинциям, а входят непосредственно в филиппинские регионы. Тридцать три из них относятся к категории городов «с высоким уровнем урбанизации». Остальные города являются провинциальными, административно входят в провинции, в которых они географически расположены.
20 крупнейших городов Филиппин: